# Blasisaurus canudoi
Blasisaurus canudoi ("Hadrosaure de Blasi-1 de José Ignacio Canudo") és una espècie coneguda del gènere extint Blasisaurus, un dinosaure ornitòpode hadrosàurid, que va viure a la fi del període Cretàcic, fa aproximadament 66 milions d'anys, durant el Maastrichtià superior, en el que és avui el Pirineu català.

## Descobriment i investigació
La espècie tipus és Blasisaurus canudoi, descrita el 2010, basant-se en unes restes cranials desarticulades, per Penélope Cruzado-Caballero, Xabier Pereda Suberbiola i José Ignacio Ruiz-Omeñaca, un grup d'investigadors d'Espanya. Es va denominar així per haver estat descoberta al jaciment denominat Blasi-1 i en homenatge al paleontòleg aragonès José Ignacio Canudo. Les restes van ser trobades des de 1997 a la part superior de la Formació Arén, Arén, província d'Osca, Espanya. En aquesta zona, a Blasi-3, es va trobar l'hadrosàurid Arenysaurus ardevoli.
El nom genèric es refereix al lloc Blasi 1 on es va trobar el fòssil. El nom específic honra el paleontòleg José Ignacio Canudo. El holotip, MPZ99/667, es troba a Osca. Es va trobar en una capa de la Formació Arén que data del Maastrichtià superior, fa uns 66 milions d'anys. Consisteix en un crani amb les mandíbules inferiors fragmentàries.
Més restes de Blasisaurus sp. posteriorment van ser trobats i descrits a Vilamitjana; on es va realitzar una troballa d'un nou i important jaciment paleontològic d'ossos de dinosaure nomenat: Les Serretes. En aquest jaciment cal destacar el dentari de hadrosaure major de Catalunya i segon major d'Espanya, i un parell de dents de dinosaure carnívor teròpode pertanyents a noves espècies.